# Hurbanova Ves
Hurbanova Ves é um município da Eslováquia, situado no distrito de Senec, na região de Bratislava. Tem 41,4 km² de área e sua população em 2019 foi estimada em 414 habitantes.

## Demografia
| Ano:        | 1994 | 2004    | 2014    | 2024     |
| ----------- | ---- | ------- | ------- | -------- |
| Broj ljudi: | 212  | 263     | 303     | 702      |
| Razlika:    |      | +24,05% | +15,20% | +131,68% |

| Ano:               | 2023 | 2024   |
| ------------------ | ---- | ------ |
| Número de pessoas: | 682  | 702    |
| Diferença:         |      | +2,93% |